# ビッグバン★セオリー/ギークなボクらの恋愛法則
『ビッグバン★セオリー ギークなボクらの恋愛法則』（ビッグバン★セオリー ギークなボクらのれんあいほうそく、原題：The Big Bang Theory）は、アメリカ合衆国のテレビドラマシリーズ。CBSで2007年9月24日から2019年5月16日まで放送されていた。
日本では、2009年から2021年までスーパー!ドラマTV（cs310）にて、日本語吹替版及び日本語字幕版が、2019年から2020年までDlife（bs258）にて日本語吹き替え版が、それぞれ放送されていた。
全279話。

## あらすじ
2人合わせたIQが360という二十代の仲良しオタクコンビ、レナードとシェルドンはカリフォルニア工科大学の物理学者。カリフォルニア州パサデナにあるアパートで同じ部屋に住むルームメイト同士でもある。2人揃って頭脳は明晰で、博士号を得るほど賢いが、どうも世間からズレていて友人もみんな変わり者。しかもルックスがイマイチなので女性にモテる気配もない。そんな2人の部屋の向かいにある日、キュートなブロンドの独身美女が引っ越してきたことから始まるコメディ・ドラマ。

## 登場人物

### 主要人物
レナード・リーキー・ホフスタッター
演 - ジョニー・ガレッキ、日本語吹替 - 千々和竜策
物理学の研究者で、カリフォルニア工科大学において実験物理学者としてレーザー技術などを研究。24歳でプリンストン大学から博士号を取得。IQは173、他の科学や文学・歴史にも強い。
シェルドンとルームシェアをしているが、わがままな彼に日々手を焼かされている。性格は内気でやや卑屈、そしてゲームやコミックブックが好きなオタクである。小型ロケットの実験の失敗によりシェルドンとルームシェアしているマンションのエレベーターを破壊した張本人である。
両親も共に科学者であり、特に後述の母ビバリーからは極端に論理的或いは合理的な考え方に基づいたやり方で育てられる。その結果として、少年時代、学業面では極めて秀でていたものの、寂しさの余り自分を抱擁する機械を制作したりしていた。子供の頃の夢はラッパーだった。また、チェロを習っていた経験があり、その腕前もなかなかのもの。
乳糖不耐症で、乳製品を食べるとオナラが止まらなくなる。
ペニーとはよく諍いを起こすが、ほとんどの場合仲直りをし、最終的にセックスに発展する。
ペニーが引っ越して来て以来ずっと片想いをしており、「僕らの子は賢くてきれいだろうな」と発言。シーズン1の最終話にて、やっとデートにこぎつけることに成功する。しかし、シーズン2の第1話にて（主に、シェルドンによる）誤解等からフラれてしまう。シーズン2の最終話でシェルドンたちとともに北極調査へ旅立つ。シーズン3では北極から帰国後にペニーと交際に発展するも、レナードが愛していると言ったことをペニーが性急に感じたため、関係にひびが入り破局。その後、ラージの妹であるプリヤと交際し、ペニーをやきもきさせる。プリヤとは彼女のインドへの帰国に伴い、破局。その後、お試し期間という名目で再びペニーと交際している。さらにその後、シーズン6にて初めてペニーから愛していると告げられ、お互いに強く惹かれる。
シーズン6最終話で、ハワードの推薦によりホーキング博士が組織した調査団に選ばれ、ブラックホールの研究のため北海へ旅行に出た。
シーズン7では、女優としてのキャリアに悲観的になり酔っていたペニーからプロポーズされた。その際は、ペニーの自暴自棄な態度とレナードの優柔不断な性格から返事が出来なかったが、シーズン7終盤ではレナードがペニーに改めてプロポーズし、婚約した。
シーズン９の１話でラスベガスで結婚式を挙げた。式の様子はネット配信された。のちに結婚式に招待されなかったことを侮辱的に感じたビバリーのために再度結婚式を行う。
シーズン10ではシェルドン、エイミーの同棲を機にこれまで暮らしていた部屋でペニーと2人きりの結婚生活を開始する。
シェルドン・リー・クーパー
演 - ジム・パーソンズ、日本語吹替 - 安達貴英
カリフォルニア工科大学の物理学博士。理論物理学者で、専門は当初はひも理論、後に暗黒物質に転向。IQは187。レナードのルームメイト。
テキサス東部出身で、父と祖父は既に他界しており、祖母、母、兄と美人な双子の妹がいる。小学5年生までを地元で過ごし、11歳で大学に入学した。その後はドイツに留学し、ツイスター理論を研究していた16歳の時に博士号を取得。並み外れた頭脳の持ち主であり、幼少時は神童とされていた。彼が育ったテキサスの素朴な田舎町は、科学者を目指す天才児にとってはあまり恵まれた環境とは言えなかったようで、日頃は故郷の町を疎ましがる発言をしている。が、いざとなると「僕はテキサスの男だ」「僕には体の隅から隅までテキサスの血が流れているんだ」などと、その勇猛ぶりをアピールしたがる節もある。
Sarcasm（皮肉、嫌み）を理解できず、相手の発言の真意を理解する能力に欠けているが、本人もそれを自覚しており、理解しようと努める描写が度々見られる。
家族関係においては、母と祖母に対して強い愛情を示す一方で、兄と姉に対しては冷たい対応をとる。母のメアリーは非常に熱心なクリスチャンで、神の存在を非科学的だと考えるシェルドンとはその点において相容れることはないが、母と会った際は何から何まで甘え、風邪で寝込んだ時などは子守唄までねだっている。祖父母のことは今でも「じいじ」「ばあば」と呼んでおり、祖父は5歳の時に亡くなったが、シェルドンが科学者になることを唯一応援してくれた家族であった。祖母もシェルドンを大変可愛がっており、彼を「ムーン・パイ」と呼んでいる。服の袖からティッシュを出すことからシェルドンは祖母を「スパイダーおばあちゃん」と表現している。
自分の頭脳に有り余る自信を持っており、学力の低い人間や世俗的な人間を見下す（レナードやハワードらもその例外ではない）傾向にある上、他人の感情にとことん疎いため、何かと人間関係をこじらせがちである。極めて優秀ではあるが子供っぽい一面も持ち、しばしば大人げない態度をとる。笑顔が苦手で、極端な潔癖性（細菌恐怖症）。お金に頓着がなく、友人への借金にも寛容。
レナード、ラージ、ハワードと同じくSF作品やコミックブック、ゲームを愛好する。彼らとは同僚であり友人であるが、ハワードと始めて出会った際、見た目がピーウィー・ハーマンとC-3POに似ているからと「C3Pee-Wee」とからかわれた事をきっかけに、ハワードが博士号を持っていないことを事あるごとに指摘し馬鹿にするなど、お互いをけなし合う関係になった。時にはハワードのことを友人ではなく「知り合い」と言うこともある。
劇中劇である教育科学番組の司会者プロトン教授ことアーサー・ジェフリーズ（ボブ・ニューハート）を尊敬しており、自身が科学の道へ進むきっかけとなった人物でもある。
旗章学にも大変精通しており、部屋の旗をデザインしたり、自身で制作したネット番組「旗で遊ぼう」の司会を勤めている。
契約書を制作する事が好きで、レナードとは「ルームメイト協定」を、エイミーとは「恋人協定」を結び、独自の倫理観で協定を遵守することに命をかけている。
自宅ソファの自分の位置（「僕の場所」）は「その席は冬はラジエーターにほど近く暖かく、なおかつ夏は発汗するほど近すぎない、夏は窓を開けるとちょうど風の通り道だ。テレビに対して正面じゃなく会話を邪魔しない。斜めに見て首を痛める角度でもない。まだまだある」
「グーチョキパー　トカゲ　スポックじゃんけん」は一般的なじゃんけんはパターンが限られているため、気の合う者同士でやると約8割は引き分けになることから考案された。
「ハサミは紙を切る、紙は石を包む、石はトカゲを潰す、トカゲがスポックに毒を吐く、スポックはハサミを破壊、ハサミはトカゲをちょん切り、トカゲは紙を食べ、紙はスポックに抗議、スポックは石を蒸発させる、石はハサミを壊す」じゃんけんの掛け声は「トカゲスポックじゃんけんぽん！」である。
バジンガ (Bazinga!) は、「ジョークだよ」「引っかかったな」といった意味であり、シーズン2の最終話からシーズン8の15話までに使われた。シェルドンの発言に笑い声を入れるタイミングが難しいことが多いため、脚本家が合図として考案した。
常識はずれな言動で、周囲からたびたび「イカれてる（頭がおかしい）」と言われるが、その都度「僕はイカれてない。ママが検査させた」と反論する。
生活環境の変化を酷く嫌い、科学の概念であるホメオスタシスが自身の生活においても維持されることを強く望んでいる。大学から研究対象の変更を迫られたことや、お気に入りの場所であったスチュアートのコミックブックストアが火事で焼失したことから、パサデナを離れ、45日間の鉄道の旅に出た。
本国アメリカでは、作中での振る舞いからシェルドンはアスペルガーを抱えた研究者なのかという指摘がある。それに対して制作側は、シェルドンは「シェルドニー」（Sheldony、シェルドン的なと言った意味）として描写しているのみであり、アスペルガーとラベリングしてほしくないと発言している。
ホーキング博士を尊敬しており、彼を「唯一自分と同等の知性を持った人間」と豪語している。
ペニー
演 - ケイリー・クオコ、日本語吹替 - 新谷良子
レナードとシェルドンの向かいの部屋で暮らすブロンドの美女。ネブラスカ州出身。なぜか苗字はいまだに不明。
普段はチーズケーキ・ファクトリー (The Cheesecake Factory) というレストランでウェイトレスとして働いている。度々金欠に陥り、レナードやシェルドンたちに食事を世話になったり、彼らのWi-Fiの電波を利用させてもらったりしている。
レナードやシェルドン、並びに彼らの家に出入りするハワードやラージに対して、オタクに対する偏見をあまり持たずに、彼らと友好的な関係を保っている。バーナデットやエイミーもしばしば奇妙な言動を見せるが、それに対しても温かく接する。とはいえ彼らがあまりに風変りな行動をとった時は皮肉で対応している。
レナードらと違って学歴が低いことを幾らか気にしているようで、初めてレナードと交際していた頃、本当は中退したコミュニティカレッジを卒業したと嘘を付いていた。レナードが「学歴の高い女性でないと満足しない」と誤解した末に別れたこともある。その後はコミュニティカレッジの授業をパートタイムで受講するなど、彼女なりに努力をしている。
レナードと一旦は別れるも、シーズン2最終話でレナードが北極の調査旅行に行ってしまうと知って彼への愛に気付き、シーズン3で再び交際を始めたが再び破局。その後、シーズン4でレナードがプリヤと交際を始めて以降は、レナードと別れたことは失敗だったと語った。レナードがプリヤと別れた後に、再びレナードとデートを重ね、今度こそ互いの齟齬を乗り越えようと努力している。
一番好きな映画は「映画版セックス・アンド・ザ・シティー」である。レギュラー放送も好きでレナードに無理やり全シーズンを見せるほどである。
レナードたちが好きなアメコミ、SFドラマなどに殆ど興味はないが、付き合いで見ているうちに知識が増えており、オタク話が理解できるようになっている自分自身に戸惑う場面もある。また、「ゲーム・オブ・スローンズ」だけは好きで見ている。
女優を目指しているが、才能は皆無であると周囲からは思われており、また本人はそれに無自覚であるように描写されている。
主な女優としてのキャリアはボウリング場で演じたアンネフランク役、痔のCM、海外ドラマ「NCIS」でのウェイトレス役（しかしオンエアの際はカットになってしまった）映画「恐怖の変態ゴリラ」パート1、パート2の主役である。特にゴリラ映画は極一部の人たちにカルト的な人気がありシーズン10では出演者としてコミコンにも参加している。パート2にウィル・ウィトンも出演し、ペニーとの初共演を果たしている。
シーズン7では女優としてのキャリアに悲観的になり、酔ったうえでレナードにプロポーズした。その際は、レナードは返事をしなかったが、シーズン7終盤ではレナードがペニーに改めてプロポーズし、婚約した。シーズン8より、バーナデットに紹介された製薬会社の営業として働き始める。当初は不採用だったが、帰り際に面接官のダン（演：スティーヴン・ルート (Stephen Root)）とバーナデットの性格のことで意気投合したため採用された。
転職後はレナードの2倍の月給があるなど安定した収入を得ているものの仕事内容自体はあまり好きではないと度々話すシーンがあり再転職を考えているが、カードローンの返済の為と割り切って働いている。
ハワード・ジョエル・ウォロウィッツ
演 - サイモン・ヘルバーク、日本語吹替 - 小森創介
大学で、応用物理学のエンジニアをしているユダヤ人。工学の修士号をマサチューセッツ工科大学から取得しているが、博士号を取得していないことを理由に、シェルドンらから度々からかいを受けている。
作中では役に立たない機械を発明することも多いが、宇宙飛行士に選ばれる、国際宇宙ステーションで用いられる機械類の製作を行うなど、エンジニアとしては一流。
口煩い母親と長年二人暮らしで、毎日大声で言い争う日常を送っていた。反面、かなりのマザコンでもある。
マッシュルームカット風の直毛だが、本来はクルクルウェーブの毛質をストレートにスタイリングしている。
重度のナッツ・アレルギーがあり、ナッツ類を食べると全身が腫れ上がる。
女好きで、美女を見つけると必ず口説いているが、あまり成功したためしがない。また、自分ではたくさんの外国語を話せると思っているが、実際はあまり通じていない。手話も多少は操ることができる。
性格は一見するとお調子者だが、繊細な一面も持ち合わせている。これは11歳の時に父親がハワードとその母を捨て、家を出て行ったためで、父の出奔はハワードに暗い影を投げかけている。自分は幸せな家庭を築きたいと強く願っており、手品など子供に受けのいい趣味を持っているのもそのためである。
父の出奔の理由は不明だが、ハワードが18歳の時に父から手紙が届いている。自分と母を捨てた父を許せないハワードは開封せずに保存しておいたのだが、偶然、シェルドンが中身を知ってしまい、レナード、ペニー、ラージ、バーナデット、エイミーも中身を知ることとなる。手紙の詳細はハワードの希望により伏せられた（手紙も彼自身が焼却した）が、内容は父がハワードのことを大切に思っていたことを伺わせるものであった。
ハワードの父と別の女性との間に生まれた腹違いの弟がひとりおり、ハワードの母の死により、持ち家の権利での諸々の手続きの過程で存在をしりハワードの前に現れる。ハワードは初め警戒し早く帰らせようとするも弟が宇宙飛行士である兄に尊敬の念を示した途端打ち解け、いつか再会することを約束した。
ペニーの紹介でバーナデットと知り合い、交際する。途中、子どもを持つことに対する考えの違いや、ハワードの女性に関する嘘が露見するなどのトラブルがあったが、それら挽回するために情熱的に振る舞い、最終的に彼女と結婚した。
レナードやシェルドンらと同様ゲームが好きで、彼らとはダンジョンズ&ドラゴンズなどの古典的なゲームからHaloなどのTVゲームまで、幅広く一緒に遊んでいる。また、工学の知識を用いて、オタク趣味の玩具や機械の製作も度々行っている。しかし、そうした活動の一環で、多額の家計をつぎ込んでフィギュア製作のために3Dプリンターを購入するなどし、バーナデットを激怒させてしまったりとトラブルも起こしがちである。
学部卒業後、最初はメディカルスクールに通ったが、血を見ると気分が悪くなる体質のため中退している。
音楽の才能もありピアノの腕は一級品で、バーナデットへの曲を記念日に披露し彼女を感動させた程である。
ラージとは「月面の足跡」というバンドを組んでおりデビュー曲は「ソウ対インディジョーンズ」。
シーズン10よりシェルドンのネット番組「旗で遊ぼう」にもバンドで参加している。
シーズン9で、バーナデットが妊娠した事を知る。
シーズン10にて長女「ハレー・ウォロウィッツ」が生まれる。名前の由来は「ハレー彗星」から命名。
シーズン11では第二子で長男「ニール・マイケル・ウォロウィッツ」が生まれる。名前の由来は、ニールはアームストロングやダイヤモンドなど著名なニールから、マイケルはバーナデットの父親より命名。
ラジェッシュ・ラーマヤーナ・クースラポリ
演 - クナル・ネイヤー、日本語吹替 - 興津和幸
インドのニューデリー出身。専門は素粒子論的宇宙論。イングランドのケンブリッジ大学で宇宙物理学に触れ、学問を志した。
インドにある実家は産婦人科医院を開業しており極めて裕福、親の仕送りで贅沢をして暮らしている。6人兄弟の三男坊。
生粋のインド人だがインド料理が苦手で、人ごみ嫌いのためインドに帰国することを嫌がっている。
パーティーを企画・主催することも好きで本人曰く「宇宙物理学者になるかパーティープランナーになるか最後まで迷った」とのこと。
スチュワートのお店でのハロウィンナイト、任務遂行レース、犯人当て殺人ディナー、トムハンクス・ギビングなどを企画・開催するもレナード達にあまり評判はよくない。テーマを持ったパーティー好きは母親の影響である。
雑誌「ピープル」で「最も優秀な30歳未満の30人」の1人に選ばれる、カリフォルニア工科大学の新規のテニュアの最終候補者に選ばれるなど、科学者としては優秀。シェルドン同様、ホーキング博士を尊敬している。
親族以外の女性とは、長らく、酒を飲んだ時あるいはそう思い込んだときのみしか話すことが出来ない体質であった。そのため目の前に女性がいる時は、ハワードに逐一耳打ちをして、発言を代弁してもらっていた。
よく行動をともにしていたハワードの結婚や、シェルドンとレナードがガールフレンドを得たことで孤独を感じていたが、ハワードとバーナデットからヨークシャーテリアをプレゼントされてからは、充実した生活を送っている。犬はシナモンと名付けられ溺愛しているが、ラージが恋人のエミリーか犬のシナモンどちらに言った台詞かを当てるゲーム「クイズ・エミリーかシナモンか」を出題されるなど、その溺愛ぶりをハワードたちに度々からかわれている。
しばしば女性的な物言いをしたり、また普段から女性が好みがちとされるものに興味を示すことが多いため、周囲の人々からは何かとゲイ疑惑を持たれている。彼自身の家族も、長年彼をゲイだと思い込んでいた。しかし、本人曰くメトロセクシャルなだけであり、恋愛対象は女性であるとのこと。
レナードとペニーが破局していた時に、アルコールの勢いでペニーとベッドを共にしたことがある。翌朝それをレナードとシェルドンに見つかり、一時彼らとの関係もぎくしゃくしてしまう。ただし、酔って記憶をなくしていたペニーやレナードは二人がセックスをしたものと考えていたが、実際は彼がペニスを挿入する前に射精してしまったため、二人は肉体関係はなかったと判明した。
シーズン6で、ルーシーという同じく対人関係に問題を抱えた女性と交際し、しばらくは良好な関係にあったが、シーズン6の最終話で破局。しかしルーシーと別れた際、悲嘆に明け暮れているうちに、酒なしでも女性と話すことができるようになる。
シーズン7からは医師のエミリーと交際している（シーズン5に登場し、ラージと交際していたエミリーとは別人）。
シーズン9で知り合ったクレアとも交際を始め、エミリーと二股をかける。後にクレアを選んでエミリーに別れを告げるが、結局はエミリーの泣き落としに負けてよりを戻した。
シーズン10ではエミリー、クレアともに破局している。
音楽の才能もありハワードとは「月面の足跡」というバンドを組んでいる。パートはアコースティックギター。
バーナデット・メリーアン・ロステンコウスキ・ウォロウィッツ
演 - メリッサ・ラウシュ、日本語吹替 - 宗川めぐみ
ペニーのチーズケーキ・ファクトリーの同僚で、友人。ポーランド系アメリカ人。非常に小柄な女性。
初登場時は大学院生で、微生物学を研究していた。後に博士号を取得し、一流の製薬会社に就職した。
女性との出会いを求めるハワードの嘆願を受け入れ、ペニーがバーナデットを紹介して二人の付き合いが始まる。途中、ハワードがネットゲームでバーチャルセックスをしているのを発見して破局したり、彼のマザコンぶりが原因で険悪な関係に陥るといったトラブルがあったものの、シーズン5でハワードのプロポーズを受け入れ結婚する。
当初は比較的物静かな性格の女性という描写だったが、感情的になると普段の愛らしい声色が一変し、ハワードの母にも似た怒鳴り声をあげるなど徐々に変化。
シーズンが進むごとに性悪な姿が度々描写されるようになり、ハワードの宇宙行きを強引に阻止しようとする、酔った自分の父親を怒鳴りつける、会社の上司から恐れられている、といったシーンがあり初登場時とは大きくキャラクターが変化している。
ディズニープリンセスの中ではシンデレラが好き。
ゲーム機は任天堂のWiiが好き。
父親は強面の元警察官で、軟弱なハワードを娘の恋人としてはなかなか認めようとはしなかったが、宇宙飛行士に選ばれた事により一目置くようになる。
シーズン9で、ハワードの子を妊娠する。
シーズン10にて長女「ハレー・ウォロウィッツ」を出産。名前の由来は「ハレー彗星」から命名。
シーズン11では第二子で長男「ニール・マイケル・ウォロウィッツ」を出産。名前の由来は、ニールはアームストロングやダイヤモンドなど著名なニールから、マイケルはバーナデットの父親より命名。
エイミー・ファラ・ファウラー
演 - メイム・ビアリク、日本語吹替 - 野一祐子
シーズン3最終話から登場するシェルドンのガールフレンド。ハーバード大学で学んだ脳神経学者。ハワードとラージが出会い系サイトで検索して探し出し、シェルドンに紹介する。
シェルドンと同様、その特徴的な性格から幼少時より友人は少なかった。そのため、まだ付き合いの浅いうちからペニーを親友と呼び、困惑させた。また、シェルドンが男児が好む玩具やコミックブックに極端に傾倒するのと同じく、エイミーもティアラや女子会、メイド・オブ・オナーといった、女児や女性が好むものに強く惹かれる傾向にある。
シェルドンとは互いの知性を尊重し合い、意気投合している。シェルドンに意見を言うことができ、受け入れられることのある数少ない人物である。
シェルドンと出会った当初は、恋人を作れという周囲の声を黙らせるための偽装交際が目的であり、婚前交渉はしないと宣言していた。その点ではシェルドンと完全に合意していた。またシェルドンと同様に潔癖なため、子供をもうけることになっても体外受精と代理母による出産を考えていると発言していた。が、交際を進めるうちに、シェルドンにキスを迫る、風邪を引いたと嘘をつき介抱をシェルドンに頼む、その嘘の代償としてのスパンキングを喜ぶなど、シェルドンとの性的な接触にも興味を持つようになる。
二年以上の交際を経てシェルドンからの信頼を勝ち取り、シェルドンが職場における緊急時の連絡先としてエイミーを指名したことを示す文書をバレンタインデーのプレゼントとして渡され、強く感動した。
シェルドンの母メアリーとは初対面から良好な関係を築いている。祖母とは初対面こそお互い嫌い合っていたがシェルドンのエイミーへの確かな愛情を祖母が知り和解。祖母は渋々二人の交際を認めることに。
シーズン8最終話にて、なかなか進展しないシェルドンとの関係や態度に疲れ果て距離を置きたいと言う。
シーズン9の1話にてシェルドンの身勝手な言動に侮辱を感じ激怒、別れを告げ破局する。
その後何人かとデートを重ねるもお互いへの愛情を再確認しシェルドンと復縁した。
復縁してから最初の自身の誕生日に、ついにシェルドンにバージンを捧げた。
シーズン10ではアパートが水道管の破裂により水浸しになった事を切っ掛けに、シェルドンを実験と言いくるめ、ペニーの部屋で念願だった同棲生活を開始する。

### カリフォルニア工科大学
レズリー・ウィンクル
演 - サラ・ギルバート、日本語吹替 - 清和祐子
カリフォルニア工科大学で働く実験物理学者の女性。
シェルドンとは馬がまったく合わず、彼のことを「おバカさん」や「マヌケ博士」さらに「坊や」と呼び、よく口論を繰り広げる。
性に関しては開放的で、一時期レナード（その後ハワード）とセックスフレンドだったが、レナード本人は付き合っていると思っていた。
バリー・クリプキ
演 - ジョン・ロス・ボウイ、日本語吹替 - 落合弘治
カリフォルニア工科大学の物理学者。シェルドンをライバル視しており、事あるごとに張り合っている。少々嫌味な性格。
趣味は腹話術、ロッククライミング、フェンシング。
女性好きで対象年齢も広く、レナードの母ビバリーまで恋愛対象にしている。一時期エイミーにも興味を抱いていた。
話し方が特徴的で、ラージから「あれはどこの方言？」と言われたり、Siriの音声認識が正常に機能しないほどである。
バート・キブラー
演 - ブライアン・ポゼーン、日本語吹替 - 山岸治雄
カリフォルニア工科大学の地質学者。元々はエイミーの友人で、エイミーを通じてシェルドンたちと知り合う。
地質学を学問と認めていないシェルドンからは、存在をほぼ無視されている。
シーズン11ではハワード、ラージのバンド「月面の足跡」に加入している。
ラモーナ・ノイツキー
演 - リキ・リンドホーム、日本語吹替 - 小清水亜美
カリフォルニア工科大学の物理学者。初登場時（シーズン2第6話）には大学院生だったが、シーズン10の時点ではシェルドンの同僚になっている。
学生時代からシェルドンに恋しており、シーズン10最終話ではランチの席で突然シェルドンにキスをする。結果、それがきっかけとなりシェルドンがエイミーへのプロポーズを決心した。
シーバート学長
演 - ジョシュア・マリーナ、日本語吹替 - 大滝寛
シーズン4から登場したカリフォルニア工科大学の学長。
レナードやシェルドンから研究予算についての要望を度々受けている。特にシェルドンからは理不尽な要求をされることが多い。
ジャニーン・デイヴィス
演 - レジーナ・キング、日本語吹替 - 鷄冠井美智子
カリフォルニア工科大学人事課の責任者。レナードやシェルドンたちがトラブルを起こすたびに、彼らを呼び出して警告を与えている。

### 主要人物の家族
レナードの家族
ビバリー・ホフスタッター
演 - クリスティーン・バランスキー、日本語吹替 - 小宮和枝
レナードの母親。
神経科学を専門とする精神科医。
非常に論理的な思考回路の持ち主で、他人をすぐさま分析しそれを遠慮なく指摘するという、シェルドンそっくりな性格。この性格により、レナードに多くのトラウマを植え付けている。
シェルドンとはとても馬が合い、息子であるレナードがしばしば彼を羨ましがるほどである。実際、離婚することをレナードよりも前にシェルドンに告げ、レナードを深く落胆させている。
レナードの家族は皆、社会的地位の高い人間と交際していたことから、レナードはビバリーがペニーとの交際を認めないのではないかと恐れ、関係を隠していた。が、ペニーと話したビバリーは彼女を認め、かわいいお嬢さん（my homegirl）と呼び、彼女との交際を続けるように言っていた。
シーズン9ではレナードとペニーがラスベガスで黙って結婚式を挙げた事を知り、誘われなかった事に侮辱だとショックを受ける。その後ペニーはビバリーのために二度目の挙式をする事を提案、喜んで参加すると伝えた。
シェルドンの母メアリーとは信仰心の見解の相違から犬猿の仲である。
アルフレッド・ホフスタッター
演 - ジャド・ハーシュ、日本語吹替 - 高岡瓶々
レナードの父親。シーズン9最終話から登場。人類学者。ビバリーとは熟年離婚しており、今は犬猿の仲。
レナードの結婚式前夜、シェルドンの母メアリーと意気投合するもシーズン10の1話で肉体関係は否定している。
シェルドンの家族
メアリー・クーパー
演 - ローリー・メトカーフ、日本語吹替 - 宮寺智子
シェルドンの母親。
息子のシェルドンが科学を崇拝しているのとは対照的に、福音派のキリスト教根本主義者である。観光でカリフォルニアを訪れた際も教会に行って祈りを捧げている。
シェルドンからは「ママのことは愛しているが、ママの信じるものと言動を恥ずかしいと思っているだけだ」と言われている。
厳しく躾けられてきたため、シェルドンは大人になった今でも彼女に頭がまったく上がらない。
シーズン8では別のシットコムに出演のため出演していない。
レナードの母ビバリーとは信仰心の見解の相違から犬猿の仲である。
シーズン9最終話でレナードの父アルフレッドと意気投合するも、シーズン10の1話で肉体関係は否定している。
時折不適切な発言をすることがあり、レナードなどにたしなめられる場面がある。
ミッシー・クーパー
演 - コートニー・ヘンゲラー、日本語吹替 - 本田貴子
シェルドンの双子の妹。
シーズン1第15話で友人の結婚式に参列するためパサデナを訪れる。レナードたちを一目で魅了する、長身で魅力的な女性。
周りの友人達には兄はロケット科学者（英語で「とても賢い人」の意味を持つ）だと説明し、自慢にしている。
シェルドンのことを「シェリー」を呼ぶ。
ジョージー・クーパー
演 - ジェリー・オコンネル、日本語吹替 - 河本邦弘
シーズン11第23話にてついに登場したシェルドンの兄。弟のシェルドンとはずっと疎遠になっていたがシェルドンの結婚を機に再び連絡を取り合うように。シェルドンの事は嫌っているが、実は兄としてとても気にかけ、弟が好きなように生きるために家計などを陰から支えていた。レナードの仲裁により関係を修復し、シェルドンの結婚式にも参列した。
今作に度々本人役で出演しているウィル・ウィートンとは名作映画「スタンド・バイ・ミー」でも共演していた繋がりがある。
ペニーの家族
ワイアット
演 - キース・キャラダイン、日本語吹替 - 仲野裕
ペニーの父親。
野球をさせるなどペニーを男の子のように育てた。ビバリーによると、ワイアットによるこうした教育はペニーの人格形成に大きな影響を与えているとのこと。
レナードと破局後のペニーを訪ねてきた折、ペニーはレナードをボーイフレンドと偽って紹介した。やがて嘘はばれてしまい、ワイアットは二人を厳しく叱るそぶりを見せたが、その後レナードと二人きりになると、娘が過去に付き合っていたヒッピーや離婚経験者を快く思っていなかった彼は、レナードに彼女のことを諦めないで欲しいと懇願した。
シーズン10の1話ではレナードとペニーの二度目の結婚式にペニーの母、兄と共に出席した。
ハワードの家族
デビー・メルビーナ・ウォロウィッツ
演 - キャロル・アン・スージー、日本語吹替 - 片貝薫
ハワードと同居していた母親。
ハワードが11歳の時に夫が家を出て行った。それ以降ハワードを溺愛し、失うことを強く恐れている。
大のクイズ番組好き。得意料理はブリスケットとラムシチュー。
作中では基本的に画面の外から怒鳴り声を上げるのみで姿を現さなかったが、シーズン6で後ろ姿を初めて見せた。
ハワードが宇宙から戻ってきた時は彼女の部屋の窓から情事の後の歯医者が出てきた事がある。
シーズン7ではハワードが母のためにと買ってきた健康器具が2階の階段から落ち、激突した事で寝たきりになる。
ハワード、バーナデットは面倒が見切れず介護士を雇うも誰も長続きせず困っていた所に住む場所をなくしたスチュワートが介護のために住み込みに。しばらくはお互いに「デヴィー、スチューイ」と呼び合う程の仲になった。その事に対してハワードはあまり良く思っておらず「不適切な関係だ」と激高するシーンもあった。
演じるキャロル・アン・スージーの死に伴い、シーズン8第15話にて、母が亡くなったことを告げる叔母からの電話をハワードが受けるシーンをもって物語を去る。
ラージの家族
プリヤ・クースラポリ
演 - アーティ・マン、日本語吹替 - 織部ゆかり
シーズン4から登場したラージの妹。イングランドのケンブリッジ大学を首席卒業した才媛で、弁護士として働いている。
初登場以前からレナードらとは面識があったことになっており、作中での初登場は彼らとの再会として描かれた。再会後、すぐにレナードと一夜を明かす。その後レナードから関係を続けたいといわれるが、帰国のため一旦は断っている。暫くして仕事でカリフォルニアに戻り、レナードと正式に交際。だが再び帰国し、レナードとは最終的に破局した。
ドクター・クースラポリ
演 - ブライアン・ジョージ、日本語吹替 - 岩崎ひろし
ラージの父で産婦人科医。社会的地位も財産もあり、ラージに対しては生活に不自由しないほどの大金を援助している。
最終シーズンでは、独身のラージを結婚させるためにアヌーという婚約者を用意して見合いをセッティングした。
エイミーの家族
ミセス・ファウラー
演 - キャシー・ベイツ、日本語吹替 - 磯辺万沙子
シーズン11の最終話から登場したエイミーの母。押しの強い性格で、夫を尻に敷いている。
ラリー・ファウラー
演 - テラー
シーズン11の最終話から登場したエイミーの父。無口でおとなしい人物だが、妻に隠れてエイミーに会いに行くなどいじらしい面もある。

### その他
ウィル・ウィトン
演 - ウィル・ウィトン（本人）、日本語吹替 - 広田みのる
『新スタートレック』でウェスリー・クラッシャーを演じた俳優。
かつてはスタートレックファンであるシェルドンの憧れの存在であったが、彼が楽しみにしていたイベントへの出演をドタキャンしたことにより、「宿敵」として長年シェルドンの恨みを買っていた。
初対面となったトレーディングカードゲーム大会の対戦では、積年の恨みをぶつけたシェルドンに対し、当時はやむを得ない事情があったのだと説明。そこで同情したシェルドンがわざとゲームに負けてやったのだったが、直後に今の発言はゲームに勝つための嘘であると自ら暴露し、シェルドンはさらに大激怒。それ以来、会うたびにいがみ合っていた。
後に、ウィルがシェルドンにドタキャンの件の謝罪と共に、自らサインしたウェスリーの未開封フィギュアをプレゼントしたことで和解し、彼の友人となった。この場に居合わせたデータ役のブレント・スパイナーによってフィギュアは開封されてしまい、ブレント・スパイナーがシェルドンの新たな宿敵として認定されている。
その後も度々登場し、シェルドンのネット番組「旗で遊ぼう」に出演したり、ハワードのバチュラーパーティに出席、映画「恐怖の変態ゴリラ」パート2出演、『スター・ウォーズ/フォースの覚醒』をスタートレックのコスプレで鑑賞したりしている。
スチュアート・ブルーム
演 - ケヴィン・サスマン、日本語吹替：山口登
コミックブックストアを経営する独身男性で、レナードたちとは馴染みの仲。ロードアイランド・スクール・オブ・デザインを卒業しており、イラストレーターとしての腕も高いが、生活に困窮している様子。ウィル・ウィトンやスタン・リーなど様々な著名人とコネクションがある。生真面目で物腰の柔らかい性格のため、しばしば強引な値切りに応じてしまうこともある。しかし生活費に事欠くと、店の商品から自分の身の周りのものまで、何かと周りの人間に売りつけようとする。
ハワードが国際宇宙ステーションに滞在していた時は、そのせいで孤独を感じていたラージと親しくし、ラージのアパートで同居もしていた。
シーズン7において、コミックブックストアを火事で焼失した。住居を失い、生活が困難に陥っていたところ、ハワードの紹介でハワードの実家に住みはじめた。ウォロウィッツ夫人が怪我で介護を必要としていたにもかかわらず、夫人の個性から介護人が定着しなかったためである。
シーズン8では、ウォロウィッツ夫人と非常に親密になったことが示されたが、ハワードはこれをあまりにも親密すぎると感じ、不快に思っている。
コミックブックストアはウォロウィッツ夫人の援助により、無事に再開した。
シーズン9でウォロウィッツ夫人が亡くなり、その後もしばらく居候を続けたものの一旦は巣立っていったがシーズン10ではハワード宅にて再び居候生活を開始。
はじめての育児で奮闘するハワードやバーナデットの助けとなるなど家族同然のような関係になっている。
ずっと女性に縁のない人生だったが、最終シーズンでデニースという恋人ができる。
ザック・ジョンソン
演 - ブライアン・トーマス・スミス、日本語吹替 - 近藤浩徳
ペニーの元カレ。マッチョなイケメンだが、頭は良くない。当初はペニーと別れたりくっついたりを繰り返していたが、ペニーがレナードと本格的に付き合うようになってからはあまり出番がなくなった。
実は本人達も覚えてなかったが、ペニーと酔って結婚しており、感謝祭に呼び出して婚姻解消した事がある。
またラージが二股をかけていた時、バーで出会い余計なことを言ってしまうこともあった。
アーサー・ジェフリーズ
演 - ボブ・ニューハート、日本語吹替 - 真田五郎
シーズン6から登場。シェルドンが幼い頃に好きだった科学番組で“プロトン教授”というキャラクターを演じていた。
大人になったシェルドンからストーカーまがいの訪問を度々受けており、非常に迷惑している。
亡くなってからはシェルドンの妄想の中に現れ、その姿は『スター・ウォーズ』のオビ＝ワン・ケノービのようになっていた。
ルーシー
演 - ケイト・マイクッチ、日本語吹替 - 池田果奈子
スチュアートのコミックブック店で、バレンタインデーに独身者のみのパーティーが開かれた際にラージが出会った女性。後にラージと交際を始め、何度かデートを重ねるも、シーズン6最終話で破局。
彼女の性格か何らかの病によるものかは不明であるが、極端な人見知りで、パニックに陥るとトイレに籠る癖がある。
シーズン10ではラージが元カノ達を集めた食事会を開いた際に参加し、ラージの無理強いする所が嫌で破局した事を告白している。
エミリー・スウィーニー
演 - ローラ・スペンサー、日本語吹替 - 御沓優子
シーズン7から登場する女性キャラクター。皮膚科医として働き、ラージと付き合っている。
女性的な物を好むラージとは対照的に、スプラッター系の物を好む傾向があり、皮膚科医になったのも公式に人の皮膚を切れるからだと冗談交じりに発言している。
その趣向は性癖にも現れており、スプラッター系映画を見る、墓場でセックスすると興奮すると発言しラージを困惑させた。
背中に「ナイトメア・ビフォ・クリスマス」のキャラクター、サリーのタトゥーが入っており、自分の手足を縫い合わせる所が気に入っている。
オンラインマッチングサービスでラージと知り合う。当初は、ラージがエイミーを代役に立ててエミリーにコンタクトをとろうとしたことを「消極的すぎる」と考え、ラージと付き合おうとはしなかった。が、後に再会し、ラージが謝罪したことで交際が始まった。
エイミーとはハーバード大学が母校であることや、趣味、好きな作家など、共通点がある。
シーズン9で、バレンタイン前日にラージから別れを告げられるものの結局はよりを戻す。
シーズン10では再びラージと破局して、ラージが開いた元カノ達との食事会に参加した際はラージとのセックスが物足りない事を理由に破局したと語り、既に別の彼氏がいる事も告白した。
クレア
演 - アレッサンドラ・トレサーニ、日本語吹替 - 桜木加奈子
シーズン9から登場。脚本家を目指している美人のバーテンダー。
スチュアートのコミックブック店でラージと出会い、意気投合。当初は脚本のアドバイスをもらうという理由で会っていたが、いつしか付き合うことに。
ラージにエミリーという恋人がいることは納得の上で付き合い始めたが、シーズン10では破局。ラージが開いた元カノ達との食事会に参加した際はラージの頼りなくマザコンな部分が嫌で破局したと語り、ラージと二股をかけていた相手と今は付き合っていると告げた。
デニース
演 - ローレン・ラプカス、日本語吹替 - 佐野愛
シーズン11から登場。スチュアートのコミックブック店でバイトをしている女性。
シーズン11最終話、シェルドンの結婚式でのスチュアートのオタク知識に感動し、彼に好意を持つ。最終シーズンではスチュアートと付き合うことになった。
アヌー
演 - ラティ・ガプタ、日本語吹替 - 高橋里枝
最終シーズンでラジーと見合いをしたインド人女性。ドライで現実的な性格。ホテルのコンシェルジュだが、数年で支配人になるという野望を持っている。
ラージとの2度目のデートで財産分与の話を持ち出したことで、ラージの方から別れを告げる。しかしその姿に惚れ、彼女から逆プロポーズし婚約した。

## エピソード一覧

### シーズン一覧
| シーズン | シーズン | エピソード | 米国での放送日                | 米国での放送日                |
| シーズン | シーズン | エピソード | 初回                          | 最終回                        |
| -------- | -------- | ---------- | ----------------------------- | ----------------------------- |
|          | 1        | 17         | 2007年9月24日                 | 2008年5月19日                 |
|          | 2        | 23         | 2008年9月22日                 | 2009年5月11日                 |
|          | 3        | 23         | 2009年9月21日                 | 2010年5月24日                 |
|          | 4        | 24         | 2010年9月23日                 | 2011年5月19日                 |
|          | 5        | 24         | 2011年9月22日                 | 2012年5月10日                 |
|          | 6        | 24         | 2012年9月27日                 | 2013年5月16日                 |
|          | 7        | 24         | 2013年9月26日                 | 2014年5月15日                 |
|          | 8        | 24         | 2014年9月22日                 | 2015年5月7日                  |
|          | 9        | 24         | 2015年9月21日                 | 2016年5月12日                 |
|          | 10       | 24         | 2016年9月19日                 | 2017年5月11日                 |
|          | 11       | 24         | 2017年9月25日                 | 2018年5月10日                 |
|          | 12       | 24         | 2018年9月24日                 | 2019年5月16日                 |
| トータル | トータル | 279        | 2007年9月24日 – 2019年5月16日 | 2007年9月24日 – 2019年5月16日 |

### シーズン1 (2007年 - 2008年)
| 通算 | 話数 | タイトル                                   | 原題                               | 監督                        | 米国放送日     | 視聴者数 (万人) |
| ---- | ---- | ------------------------------------------ | ---------------------------------- | --------------------------- | -------------- | --------------- |
| 1    | 1    | オタク青年4人とセクシー美女の法則          | Pilot                              | ジェームズ・バロウズ        | 2007年9月24日  | 952             |
| 2    | 2    | 潔癖症と散らかった部屋の法則               | The Big Bran Hypothesis            | マーク・チェンドロフスキー  | 2007年10月1日  | 858             |
| 3    | 3    | オタク青年と片思いの法則                   | The Fuzzy Boots Corollary          | マーク・チェンドロフスキー  | 2007年10月8日  | 836             |
| 4    | 4    | オタク青年と母親の法則                     | The Luminous Fish Effect           | マーク・チェンドロフスキー  | 2007年10月15日 | 815             |
| 5    | 5    | オタク青年とお似合いカップルの法則         | The Hamburger Postulate            | アンドリュー・D・ウェイマン | 2007年10月22日 | 881             |
| 6    | 6    | オタク青年とハロウィーン・パーティーの法則 | The Middle-Earth Paradigm          | マーク・チェンドロフスキー  | 2007年10月29日 | 892             |
| 7    | 7    | 4-1＝0の法則                               | The Dumpling Paradox               | マーク・チェンドロフスキー  | 2007年11月5日  | 968             |
| 8    | 8    | オタク青年とアルコールの法則               | The Grasshopper Experiment         | テッド・ウォズ              | 2007年11月12日 | 932             |
| 9    | 9    | オタク青年とプレゼンの法則                 | The Cooper-Hofstadter Polarization | ジョエル・マーレイ          | 2008年3月17日  | 911             |
| 10   | 10   | ウソから出たウソの法則                     | The Loobenfeld Decay               | マーク・チェンドロフスキー  | 2008年3月24日  | 863             |
| 11   | 11   | 病院から逃げるための法則                   | The Pancake Batter Anomaly         | ジョン・F・ショウォルター   | 2008年3月31日  | 868             |
| 12   | 12   | 天才 VS 天才少年の法則                     | The Jerusalem Duality              | マーク・チェンドロフスキー  | 2008年4月14日  | 769             |
| 13   | 13   | AAA VS PMSの法則                           | The Bat Jar Conjecture             | マーク・チェンドロフスキー  | 2008年4月21日  | 751             |
| 14   | 14   | オタク卒業の法則                           | The Nerdvana Annihilation          | マーク・チェンドロフスキー  | 2008年4月28日  | 807             |
| 15   | 15   | 美人すぎる妹の法則                         | The Pork Chop Indeterminacy        | マーク・チェンドロフスキー  | 2008年5月5日   | 738             |
| 16   | 16   | 誕生日パーティーを秘密にする法則           | The Peanut Reaction                | マーク・チェンドロフスキー  | 2008年5月12日  | 779             |
| 17   | 17   | シュレーディンガーの猫の法則               | The Tangerine Factor               | マーク・チェンドロフスキー  | 2008年5月19日  | 734             |

### シーズン2 (2008年 - 2009年)
| 通算 | 話数 | タイトル                                  | 原題                                | 監督                       | 米国放送日     | 視聴者数 (万人) |
| ---- | ---- | ----------------------------------------- | ----------------------------------- | -------------------------- | -------------- | --------------- |
| 18   | 1    | 恋愛と学歴の法則                          | The Bad Fish Paradigm               | マーク・チェンドロフスキー | 2008年9月22日  | 936             |
| 19   | 2    | 友情と愛情の法則                          | The Codpiece Topology               | マーク・チェンドロフスキー | 2008年9月29日  | 876             |
| 20   | 3    | ペニーとネトゲ廃人の法則                  | The Barbarian Sublimation           | マーク・チェンドロフスキー | 2008年10月6日  | 933             |
| 21   | 4    | 傲慢と友情の法則                          | The Griffin Equivalency             | マーク・チェンドロフスキー | 2008年10月13日 | 936             |
| 22   | 5    | オタク青年と運転免許の法則                | The Euclid Alternative              | マーク・チェンドロフスキー | 2008年10月20日 | 928             |
| 23   | 6    | 物理オタクと女学生の法則                  | The Cooper-Nowitzki Theorem         | マーク・チェンドロフスキー | 2008年11月3日  | 967             |
| 24   | 7    | オタク青年と対決するための法則            | The Panty Piñata Polarization       | マーク・チェンドロフスキー | 2008年11月10日 | 1,001           |
| 25   | 8    | トカゲとスポックの法則                    | The Lizard-Spock Expansion          | マーク・チェンドロフスキー | 2008年11月17日 | 976             |
| 26   | 9    | ドクター・マッコイ確保の法則              | The White Asparagus Triangulation   | マーク・チェンドロフスキー | 2008年11月24日 | 1,019           |
| 27   | 10   | 同棲解消の法則                            | The Vartabedian Conundrum           | マーク・チェンドロフスキー | 2008年12月8日  | 1,080           |
| 28   | 11   | クリスマス・プレゼント選びの法則          | The Bath Item Gift Hypothesis       | マーク・チェンドロフスキー | 2008年12月15日 | 1,142           |
| 29   | 12   | モテない男とロボット対決の法則            | The Killer Robot Instability        | マーク・チェンドロフスキー | 2009年1月12日  | 1,181           |
| 30   | 13   | オタク式友達作りの法則                    | The Friendship Algorithm            | マーク・チェンドロフスキー | 2009年1月19日  | 1,110           |
| 31   | 14   | オタク式お金の貸し借りの法則              | The Financial Permeability          | マーク・チェンドロフスキー | 2009年2月2日   | 1,089           |
| 32   | 15   | 母と息子の友達の法則                      | The Maternal Capacitance            | マーク・チェンドロフスキー | 2009年2月9日   | 1,311           |
| 33   | 16   | クッションとペイントボールの法則          | The Cushion Saturation              | マーク・チェンドロフスキー | 2009年3月2日   | 1,094           |
| 34   | 17   | ターミネーター キャメロン VS オタクの法則 | The Terminator Decoupling           | マーク・チェンドロフスキー | 2009年3月9日   | 946             |
| 35   | 18   | オタク式ビジネスの法則                    | The Work Song Nanocluster           | ピーター・チャコス         | 2009年3月16日  | 976             |
| 36   | 19   | 新旧女王蜂の法則                          | The Dead Hooker Juxtaposition       | マーク・チェンドロフスキー | 2009年3月30日  | 977             |
| 37   | 20   | 木曜は何でもありの法則                    | The Hofstadter Isotope              | マーク・チェンドロフスキー | 2009年4月13日  | 1,013           |
| 38   | 21   | 失恋とベガス旅行の法則                    | The Vegas Renormalization           | マーク・チェンドロフスキー | 2009年4月27日  | 931             |
| 39   | 22   | 女心とデートの真相の法則                  | The Classified Materials Turbulence | マーク・チェンドロフスキー | 2009年5月4日   | 925             |
| 40   | 23   | オタク式北極調査の法則                    | The Monopolar Expedition            | マーク・チェンドロフスキー | 2009年5月11日  | 981             |

### シーズン3 (2009年 - 2010年)
| 通算 | 話数 | タイトル                                           | 原題                                | 監督                       | 米国放送日     | 視聴者数 (万人) |
| ---- | ---- | -------------------------------------------------- | ----------------------------------- | -------------------------- | -------------- | --------------- |
| 41   | 1    | 電動缶切りと家出の法則                             | The Electric Can Opener Fluctuation | マーク・チェンドロフスキー | 2009年9月21日  | 1,296           |
| 42   | 2    | コミックブックとコオロギの法則                     | The Jiminy Conjecture               | マーク・チェンドロフスキー | 2009年9月28日  | 1,327           |
| 43   | 3    | ゴス・ワールドとタトゥーの法則                     | The Gothowitz Deviation             | マーク・チェンドロフスキー | 2009年10月5日  | 1,252           |
| 44   | 4    | 国外退去と海賊の法則                               | The Pirate Solution                 | マーク・チェンドロフスキー | 2009年10月12日 | 1,307           |
| 45   | 5    | カードゲームと復讐の法則                           | The Creepy Candy Coating Corollary  | マーク・チェンドロフスキー | 2009年10月19日 | 1,347           |
| 46   | 6    | カップルと共通の趣味の法則                         | The Cornhusker Vortex               | マーク・チェンドロフスキー | 2009年11月2日  | 1,273           |
| 47   | 7    | 言い争いと居場所の法則                             | The Guitarist Amplification         | マーク・チェンドロフスキー | 2009年11月9日  | 1,279           |
| 48   | 8    | アヒルと子ネコの法則                               | The Adhesive Duck Deficiency        | マーク・チェンドロフスキー | 2009年11月16日 | 1,323           |
| 49   | 9    | デート3回でプロポーズの法則                        | The Vengeance Formulation           | マーク・チェンドロフスキー | 2009年11月23日 | 1,413           |
| 50   | 10   | ゴリラ・プロジェクトの法則                         | The Gorilla Experiment              | マーク・チェンドロフスキー | 2009年12月7日  | 1,438           |
| 51   | 11   | クリスマスの親子愛の法則                           | The Maternal Congruence             | マーク・チェンドロフスキー | 2009年12月14日 | 1,558           |
| 52   | 12   | グリーンランタン+ハルク=ガールフレンドの法則       | The Psychic Vortex                  | マーク・チェンドロフスキー | 2010年1月11日  | 1,582           |
| 53   | 13   | 犯罪と転居の法則                                   | The Bozeman Reaction                | マーク・チェンドロフスキー | 2010年1月18日  | 1,499           |
| 54   | 14   | アインシュタインと転職の法則                       | The Einstein Approximation          | マーク・チェンドロフスキー | 2010年2月1日   | 1,551           |
| 55   | 15   | 大型ハドロン・コライダーとバレンタイン・デーの法則 | The Large Hadron Collision          | マーク・チェンドロフスキー | 2010年2月8日   | 1,626           |
| 56   | 16   | 憧れのスタン・リーに接近するための法則             | The Excelsior Acquisition           | ピーター・チャコス         | 2010年3月1日   | 1,573           |
| 57   | 17   | ひとつの指輪と友情の法則                           | The Precious Fragmentation          | マーク・チェンドロフスキー | 2010年3月8日   | 1,632           |
| 58   | 18   | スピーチと消えたズボンの法則                       | The Pants Alternative               | マーク・チェンドロフスキー | 2010年3月22日  | 1,342           |
| 59   | 19   | ウィル・ウィートンとカップルのタイミングの法則     | The Wheaton Recurrence              | マーク・チェンドロフスキー | 2010年4月12日  | 1,339           |
| 60   | 20   | イタリアンな語り合いの法則                         | The Spaghetti Catalyst              | アンソニー・リッチ         | 2010年5月3日   | 1,163           |
| 61   | 21   | 天才女性物理学者がお泊まりした場合の法則           | The Plimpton Stimulation            | マーク・チェンドロフスキー | 2010年5月10日  | 1,373           |
| 62   | 22   | オタク4人の出会いの法則                            | The Staircase Implementation        | マーク・チェンドロフスキー | 2010年5月17日  | 1,502           |
| 63   | 23   | 春来たる? ギークなボクにも恋愛法則                 | The Lunar Excitation                | ピーター・チャコス         | 2010年5月24日  | 1,478           |

### シーズン4 (2010年 - 2011年)
| 通算 | 話数 | タイトル                                       | 原題                                    | 監督                       | 米国放送日     | 視聴者数 (万人) |
| ---- | ---- | ---------------------------------------------- | --------------------------------------- | -------------------------- | -------------- | --------------- |
| 64   | 1    | オタク式ロボットアーム活用の法則               | The Robotic Manipulation                | マーク・チェンドロフスキー | 2010年9月23日  | 1,404           |
| 65   | 2    | オタク青年 VS スティーブ・ウォズニアックの法則 | The Cruciferous Vegetable Amplification | マーク・チェンドロフスキー | 2010年9月30日  | 1,305           |
| 66   | 3    | オタク式破局の法則                             | The Zazzy Substitution                  | マーク・チェンドロフスキー | 2010年10月7日  | 1,259           |
| 67   | 4    | ケイティー・サッコフとジョージ・タケイの法則   | The Hot Troll Deviation                 | マーク・チェンドロフスキー | 2010年10月14日 | 1,257           |
| 68   | 5    | ガールフレンドの母親とご対面の法則             | The Desperation Emanation               | マーク・チェンドロフスキー | 2010年10月21日 | 1,305           |
| 69   | 6    | 友達の妹と裏切りの法則                         | The Irish Pub Formulation               | マーク・チェンドロフスキー | 2010年10月28日 | 1,304           |
| 70   | 7    | FBIの身元調査法則                              | The Apology Insufficiency               | マーク・チェンドロフスキー | 2010年11月4日  | 1,400           |
| 71   | 8    | ウィル・ウィートンと行列の法則                 | The 21-Second Excitation                | マーク・チェンドロフスキー | 2010年11月11日 | 1,311           |
| 72   | 9    | 復縁とルームメイト協定の法則                   | The Boyfriend Complexity                | マーク・チェンドロフスキー | 2010年11月18日 | 1,302           |
| 73   | 10   | バルカン人式感情の抑圧法則                     | The Alien Parasite Hypothesis           | マーク・チェンドロフスキー | 2010年12月9日  | 1,203           |
| 74   | 11   | コスプレはジャスティス・リーグの法則           | The Justice League Recombination        | マーク・チェンドロフスキー | 2010年12月16日 | 1,324           |
| 75   | 12   | アプリ開発とバス・ズボンの法則                 | The Bus Pants Utilization               | アンソニー・リッチ         | 2011年1月6日   | 1,398           |
| 76   | 13   | 男女7人、部屋割りの法則                        | The Love Car Displacement               | マーク・チェンドロフスキー | 2011年1月20日  | 1,363           |
| 77   | 14   | 講義と演技の法則                               | The Thespian Catalyst                   | マーク・チェンドロフスキー | 2011年2月3日   | 1,383           |
| 78   | 15   | 研究資金とバイ菌恐怖症の法則                   | The Benefactor Factor                   | マーク・チェンドロフスキー | 2011年2月10日  | 1,279           |
| 79   | 16   | オタク式同棲の法則                             | The Cohabitation Formulation            | マーク・チェンドロフスキー | 2011年2月17日  | 1,241           |
| 80   | 17   | カラオケとチリビーンズの法則                   | The Toast Derivation                    | マーク・チェンドロフスキー | 2011年2月24日  | 1,235           |
| 81   | 18   | カレとカノジョと元カノの法則                   | The Prestidigitation Approximation      | マーク・チェンドロフスキー | 2011年3月10日  | 1,206           |
| 82   | 19   | オタク式、お宝奪還の法則                       | The Zarnecki Incursion                  | ピーター・チャコス         | 2011年3月31日  | 1,192           |
| 83   | 20   | ゴシップとツナ缶の法則                         | The Herb Garden Germination             | マーク・チェンドロフスキー | 2011年4月7日   | 1,140           |
| 84   | 21   | ルームメイト協定、崩壊の法則                   | The Agreement Dissection                | マーク・チェンドロフスキー | 2011年4月28日  | 1,071           |
| 85   | 22   | ダブルデートと潜入捜査の法則                   | The Wildebeest Implementation           | マーク・チェンドロフスキー | 2011年5月5日   | 1,050           |
| 86   | 23   | 婚約と心臓発作の法則                           | The Engagement Reaction                 | ハワード・マーレイ         | 2011年5月12日  | 1,078           |
| 87   | 24   | 部屋交換と一夜のアクシデントの法則             | The Roommate Transmogrification         | マーク・チェンドロフスキー | 2011年5月19日  | 1,130           |

### シーズン5 (2011年 - 2012年)
| 通算 | 話数 | タイトル                       | 原題                             | 監督                       | 米国放送日     | 視聴者数 (万人) |
| ---- | ---- | ------------------------------ | -------------------------------- | -------------------------- | -------------- | --------------- |
| 88   | 1    | 女友達と男友達の法則           | The Skank Reflex Analysis        | マーク・チェンドロフスキー | 2011年9月22日  | 1,430           |
| 89   | 2    | 遠距離恋愛と椅子の法則         | The Infestation Hypothesis       | マーク・チェンドロフスキー | 2011年9月22日  | 1,494           |
| 90   | 3    | ダンスと同居の法則             | The Pulled Groin Extrapolation   | マーク・チェンドロフスキー | 2011年9月29日  | 1,474           |
| 91   | 4    | 恋愛とお金の法則               | The Wiggly Finger Catalyst       | マーク・チェンドロフスキー | 2011年10月6日  | 1,392           |
| 92   | 5    | 宇宙ロケットと仲直りの法則     | The Russian Rocket Reaction      | マーク・チェンドロフスキー | 2011年10月13日 | 1,358           |
| 93   | 6    | マザコン息子の法則             | The Rhinitis Revelation          | ハワード・マーレイ         | 2011年10月20日 | 1,493           |
| 94   | 7    | ハロウィーンに揺れる心の法則   | The Good Guy Fluctuation         | マーク・チェンドロフスキー | 2011年10月27日 | 1,454           |
| 95   | 8    | 花嫁と孤独な女友達の法則       | The Isolation Permutation        | マーク・チェンドロフスキー | 2011年11月3日  | 1,598           |
| 96   | 9    | 鳥恐怖症と元カレ&元カノの法則  | The Ornithophobia Diffusion      | マーク・チェンドロフスキー | 2011年11月10日 | 1,589           |
| 97   | 10   | 恋に火をつける嫉妬の法則       | The Flaming Spittoon Acquisition | マーク・チェンドロフスキー | 2011年11月17日 | 1,505           |
| 98   | 11   | いじめっ子と罪滅ぼしの法則     | The Speckerman Recurrence        | アンソニー・リッチ         | 2011年12月8日  | 1,402           |
| 99   | 12   | マジカルな仲直りの法則         | The Shiny Trinket Maneuver       | マーク・チェンドロフスキー | 2012年1月12日  | 1,613           |
| 100  | 13   | 2回目の初デートの法則          | The Recombination Hypothesis     | マーク・チェンドロフスキー | 2012年1月19日  | 1,583           |
| 101  | 14   | 理想の彼女はSiriの法則         | The Beta Test Initiation         | マーク・チェンドロフスキー | 2012年1月26日  | 1,613           |
| 102  | 15   | 友情とニックネームの法則       | The Friendship Contraction       | マーク・チェンドロフスキー | 2012年2月2日   | 1,654           |
| 103  | 16   | 有意義な休暇の過ごし方の法則   | The Vacation Solution            | マーク・チェンドロフスキー | 2012年2月9日   | 1,621           |
| 104  | 17   | オフィス争奪バトルの法則       | The Rothman Disintegration       | マーク・チェンドロフスキー | 2012年2月16日  | 1,565           |
| 105  | 18   | 散髪とシェルドン崩壊の法則     | The Werewolf Transformation      | マーク・チェンドロフスキー | 2012年2月23日  | 1,620           |
| 106  | 19   | 週末の過ごし方の法則           | The Weekend Vortex               | マーク・チェンドロフスキー | 2012年3月8日   | 1,504           |
| 107  | 20   | オモチャでの遊び方の法則       | The Transporter Malfunction      | マーク・チェンドロフスキー | 2012年3月29日  | 1,396           |
| 108  | 21   | ホーキング博士に首ったけの法則 | The Hawking Excitation           | マーク・チェンドロフスキー | 2012年4月5日   | 1,329           |
| 109  | 22   | 独身最後のパーティーの法則     | The Stag Convergence             | ピーター・チャコス         | 2012年4月26日  | 1,265           |
| 110  | 23   | ミッション・キャンセルの法則   | The Launch Acceleration          | マーク・チェンドロフスキー | 2012年5月3日   | 1,391           |
| 111  | 24   | 最高の結婚式の法則             | The Countdown Reflection         | マーク・チェンドロフスキー | 2012年5月10日  | 1,372           |

### シーズン6 (2012年 - 2013年)
| 通算 | 話数 | タイトル                             | 原題                                      | 監督                       | 米国放送日     | 視聴者数 (万人) |
| ---- | ---- | ------------------------------------ | ----------------------------------------- | -------------------------- | -------------- | --------------- |
| 112  | 1    | カップルとおじゃま虫の法則           | The Date Night Variable                   | マーク・チェンドロフスキー | 2012年9月27日  | 1,566           |
| 113  | 2    | 別れ話と偽ハワードの法則             | The Decoupling Fluctuation                | マーク・チェンドロフスキー | 2012年10月4日  | 1,518           |
| 114  | 3    | ノーベル賞と美人助手の法則           | The Higgs Boson Observation               | マーク・チェンドロフスキー | 2012年10月11日 | 1,423           |
| 115  | 4    | 宇宙飛行士の出迎え方の法則           | The Re-Entry Minimization                 | マーク・チェンドロフスキー | 2012年10月18日 | 1,573           |
| 116  | 5    | 武勇伝とオルドリンの法則             | The Holographic Excitation                | マーク・チェンドロフスキー | 2012年10月25日 | 1,582           |
| 117  | 6    | ホーキング博士と友達になるための法則 | The Extract Obliteration                  | マーク・チェンドロフスキー | 2012年11月1日  | 1,590           |
| 118  | 7    | 彼女の機嫌を損ねないための法則       | The Habitation Configuration              | マーク・チェンドロフスキー | 2012年11月8日  | 1,668           |
| 119  | 8    | シェルドンの秘め事とナンバー43の法則 | The 43 Peculiarity                        | マーク・チェンドロフスキー | 2012年11月15日 | 1,763           |
| 120  | 9    | 駐車場をめぐる全面戦争の法則         | The Parking Spot Escalation               | ピーター・チャコス         | 2012年11月29日 | 1,725           |
| 121  | 10   | 父子の時間と魚釣りの法則             | The Fish Guts Displacement                | マーク・チェンドロフスキー | 2012年12月6日  | 1,694           |
| 122  | 11   | サンタクロース救出ゲームの法則       | The Santa Simulation                      | マーク・チェンドロフスキー | 2012年12月13日 | 1,677           |
| 123  | 12   | 卵サンドは禁句の法則                 | The Egg Salad Equivalency                 | マーク・チェンドロフスキー | 2013年1月3日   | 1,925           |
| 124  | 13   | コスプレ珍道中とコミック談議の法則   | The Bakersfield Expedition                | マーク・チェンドロフスキー | 2013年1月10日  | 2,000           |
| 125  | 14   | シェルドン VS クリプキの法則         | The Cooper/Kripke Inversion               | マーク・チェンドロフスキー | 2013年1月31日  | 1,776           |
| 126  | 15   | ネタバレと同居解消の法則             | The Spoiler Alert Segmentation            | マーク・チェンドロフスキー | 2013年2月7日   | 1,898           |
| 127  | 16   | 各カップルのバレンタインデーの法則   | The Tangible Affection Proof              | マーク・チェンドロフスキー | 2013年2月14日  | 1,789           |
| 128  | 17   | トイレの窓とラージ崩壊の法則         | The Monster Isolation                     | マーク・チェンドロフスキー | 2013年2月21日  | 1,762           |
| 129  | 18   | 女性科学者とプリンセスの法則         | The Contractual Obligation Implementation | マーク・チェンドロフスキー | 2013年3月7日   | 1,763           |
| 130  | 19   | クローゼットとパパからの手紙の法則   | The Closet Reconfiguration                | アンソニー・リッチ         | 2013年3月14日  | 1,590           |
| 131  | 20   | 終身在職権をめぐる争いの法則         | The Tenure Turbulence                     | マーク・チェンドロフスキー | 2013年4月4日   | 1,724           |
| 132  | 21   | 中途半端が許せないシェルドンの法則   | The Closure Alternative                   | マーク・チェンドロフスキー | 2013年4月25日  | 1,505           |
| 133  | 22   | プロトン教授のお宅訪問の法則         | The Proton Resurgence                     | マーク・チェンドロフスキー | 2013年5月2日   | 1,629           |
| 134  | 23   | 愛の呪文の効果の法則                 | The Love Spell Potential                  | アンソニー・リッチ         | 2013年5月9日   | 1,630           |
| 135  | 24   | それぞれに訪れた転機の法則           | The Bon Voyage Reaction                   | マーク・チェンドロフスキー | 2013年5月16日  | 1,548           |

### シーズン7 (2013年 - 2014年)
| 通算 | 話数 | タイトル                           | 原題                               | 監督                       | 米国放送日     | 視聴者数 (万人) |
| ---- | ---- | ---------------------------------- | ---------------------------------- | -------------------------- | -------------- | --------------- |
| 136  | 1    | レナードがいない時の過ごし方の法則 | The Hofstadter Insufficiency       | マーク・チェンドロフスキー | 2013年9月26日  | 1,899           |
| 137  | 2    | 秘密の帰国と女性ホルモンの法則     | The Deception Verification         | マーク・チェンドロフスキー | 2013年9月26日  | 2,044           |
| 138  | 3    | コイン探しの法則                   | The Scavenger Vortex               | マーク・チェンドロフスキー | 2013年10月10日 | 1,822           |
| 139  | 4    | 落ち込みの法則                     | The Raiders Minimization           | マーク・チェンドロフスキー | 2013年10月17日 | 1,764           |
| 140  | 5    | 職場とプライベートの法則           | The Workplace Proximity            | マーク・チェンドロフスキー | 2013年10月24日 | 1,780           |
| 141  | 6    | それぞれのロマンチックの法則       | The Romance Resonance              | マーク・チェンドロフスキー | 2013年11月1日  | 1,698           |
| 142  | 7    | プロトン教授すげ替えの法則         | The Proton Displacement            | マーク・チェンドロフスキー | 2013年11月7日  | 1,689           |
| 143  | 8    | かゆみ止めの法則                   | The Itchy Brain Simulation         | マーク・チェンドロフスキー | 2013年11月14日 | 1,830           |
| 144  | 9    | 思いがけない結婚と離婚の法則       | The Thanksgiving Decoupling        | マーク・チェンドロフスキー | 2013年11月21日 | 1,894           |
| 145  | 10   | 最高の夫と最高の妻の法則           | The Discovery Dissipation          | マーク・チェンドロフスキー | 2013年12月5日  | 1,563           |
| 146  | 11   | シェルドンがいなければの法則       | The Cooper Extraction              | マーク・チェンドロフスキー | 2013年12月12日 | 1,768           |
| 147  | 12   | ペニーの大ブレイクの法則           | The Hesitation Ramification        | マーク・チェンドロフスキー | 2014年1月2日   | 1,920           |
| 148  | 13   | 仕事か夢かの法則                   | The Occupation Recalibration       | マーク・チェンドロフスキー | 2014年1月9日   | 2,035           |
| 149  | 14   | ダース・ベイダーと過ごす夜の法則   | The Convention Conundrum           | マーク・チェンドロフスキー | 2014年1月30日  | 1,905           |
| 150  | 15   | バレンタイン・デートの法則         | The Locomotive Manipulation        | マーク・チェンドロフスキー | 2014年2月6日   | 1,753           |
| 151  | 16   | ハワードの選択の法則               | The Table Polarization             | マーク・チェンドロフスキー | 2014年2月27日  | 1,773           |
| 152  | 17   | ラージの殺し文句の法則             | The Friendship Turbulence          | マーク・チェンドロフスキー | 2014年3月6日   | 1,809           |
| 153  | 18   | 未来からの殺人者の法則             | The Mommy Observation              | マーク・チェンドロフスキー | 2014年3月13日  | 1,734           |
| 154  | 19   | 優柔不断な男女の法則               | The Indecision Amalgamation        | アンソニー・リッチ         | 2014年4月3日   | 1,773           |
| 155  | 20   | シェルドンの別れのプロセスの法則   | The Relationship Diremption        | マーク・チェンドロフスキー | 2014年4月10日  | 1,649           |
| 156  | 21   | 復活! 何でもありの木曜日の法則     | The Anything Can Happen Recurrence | マーク・チェンドロフスキー | 2014年4月24日  | 1,644           |
| 157  | 22   | スター・ウォーズ・デーの法則       | The Proton Transmogrification      | マーク・チェンドロフスキー | 2014年5月1日   | 1,607           |
| 158  | 23   | ボクらの解決策の法則               | The Gorilla Dissolution            | ピーター・チャコス         | 2014年5月8日   | 1,442           |
| 159  | 24   | 万物流転の法則                     | The Status Quo Combustion          | マーク・チェンドロフスキー | 2014年5月15日  | 1,673           |

### シーズン8 (2014年 - 2015年)
| 通算 | 話数 | タイトル                       | 原題                              | 監督                       | 米国放送日     | 視聴者数 (万人) |
| ---- | ---- | ------------------------------ | --------------------------------- | -------------------------- | -------------- | --------------- |
| 160  | 1    | 旅の終わりの法則               | The Locomotion Interruption       | マーク・チェンドロフスキー | 2014年9月22日  | 1,808           |
| 161  | 2    | シェルドンの講義の法則         | The Junior Professor Solution     | マーク・チェンドロフスキー | 2014年9月22日  | 1,830           |
| 162  | 3    | カップルの相性の法則           | The First Pitch Insufficiency     | マーク・チェンドロフスキー | 2014年9月29日  | 1,644           |
| 163  | 4    | コミックストア出資の法則       | The Hook-Up Reverberation         | マーク・チェンドロフスキー | 2014年10月6日  | 1,594           |
| 164  | 5    | 集中力向上の法則               | The Focus Attenuation             | マーク・チェンドロフスキー | 2014年10月13日 | 1,563           |
| 165  | 6    | 苦手克服の法則                 | The Expedition Approximation      | マーク・チェンドロフスキー | 2014年10月20日 | 1,602           |
| 166  | 7    | 行き違いの法則                 | The Misinterpretation Agitation   | マーク・チェンドロフスキー | 2014年10月30日 | 1,625           |
| 167  | 8    | 大人のプロムの法則             | The Prom Equivalency              | マーク・チェンドロフスキー | 2014年11月6日  | 1,656           |
| 168  | 9    | 内緒の手術の法則               | The Septum Deviation              | アンソニー・リッチ         | 2014年11月13日 | 1,690           |
| 169  | 10   | "旗で遊ぼう"最終回の法則       | The Champagne Reflection          | マーク・チェンドロフスキー | 2014年11月20日 | 1,461           |
| 170  | 11   | クリスマスの奇跡の法則         | The Clean Room Infiltration       | マーク・チェンドロフスキー | 2014年12月11日 | 1,549           |
| 171  | 12   | 宇宙探査機の消息の法則         | The Space Probe Disintegration    | マーク・チェンドロフスキー | 2015年1月8日   | 1,811           |
| 172  | 13   | 最適なストレスレベルの法則     | The Anxiety Optimization          | マーク・チェンドロフスキー | 2015年1月29日  | 1,725           |
| 173  | 14   | ネット荒らしの法則             | The Troll Manifestation           | マーク・チェンドロフスキー | 2015年2月5日   | 1,709           |
| 174  | 15   | コミックストア再オープンの法則 | The Comic Book Store Regeneration | マーク・チェンドロフスキー | 2015年2月19日  | 1,749           |
| 175  | 16   | 恋に落ちる心理学の法則         | The Intimacy Acceleration         | マーク・チェンドロフスキー | 2015年2月26日  | 1,667           |
| 176  | 17   | 火星移住の法則                 | The Colonization Application      | マーク・チェンドロフスキー | 2015年3月5日   | 1,817           |
| 177  | 18   | 残り物の晩餐の法則             | The Leftover Thermalization       | マーク・チェンドロフスキー | 2015年3月12日  | 1,613           |
| 178  | 19   | スカイウォーカー侵略の法則     | The Skywalker Incursion           | マーク・チェンドロフスキー | 2015年4月2日   | 1,389           |
| 179  | 20   | 要塞建築の法則                 | The Fortification Implementation  | マーク・チェンドロフスキー | 2015年4月9日   | 1,478           |
| 180  | 21   | エイリアンへのメッセージの法則 | The Communication Deterioration   | マーク・チェンドロフスキー | 2015年4月16日  | 1,482           |
| 181  | 22   | 卒業式のスピーチの法則         | The Graduation Transmission       | アンソニー・リッチ         | 2015年4月23日  | 1,463           |
| 182  | 23   | 子育て対決の法則               | The Maternal Combustion           | アンソニー・リッチ         | 2015年4月30日  | 1,385           |
| 183  | 24   | 一大決心の法則                 | The Commitment Determination      | マーク・チェンドロフスキー | 2015年5月7日   | 1,464           |

### シーズン9 (2015年 - 2016年)
| 通算 | 話数 | タイトル                           | 原題                            | 監督                       | 米国放送日     | 視聴者数 (万人) |
| ---- | ---- | ---------------------------------- | ------------------------------- | -------------------------- | -------------- | --------------- |
| 184  | 1    | 勢いで結婚の法則                   | The Matrimonial Momentum        | マーク・チェンドロフスキー | 2015年9月21日  | 1,820           |
| 185  | 2    | 揺れ動く距離の法則                 | The Separation Oscillation      | マーク・チェンドロフスキー | 2015年9月28日  | 1,523           |
| 186  | 3    | 独身さよならパーティーの悲劇の法則 | The Bachelor Party Corrosion    | マーク・チェンドロフスキー | 2015年10月5日  | 1,540           |
| 187  | 4    | 2003年をインストールの法則         | The 2003 Approximation          | マーク・チェンドロフスキー | 2015年10月12日 | 1,496           |
| 188  | 5    | エクササイズ導入の法則             | The Perspiration Implementation | マーク・チェンドロフスキー | 2015年10月19日 | 1,468           |
| 189  | 6    | ヘリウムを手に入れろ!の法則        | The Helium Insufficiency        | マーク・チェンドロフスキー | 2015年10月26日 | 1,632           |
| 190  | 7    | スポックの影響の法則               | The Spock Resonance             | ニッキー・ロリー           | 2015年11月5日  | 1,481           |
| 191  | 8    | デート観察の法則                   | The Mystery Date Observation    | マーク・チェンドロフスキー | 2015年11月12日 | 1,492           |
| 192  | 9    | プラトニックな恋愛の法則           | The Platonic Permutation        | マーク・チェンドロフスキー | 2015年11月19日 | 1,519           |
| 193  | 10   | 頭から離れないあの歌の正体の法則   | The Earworm Reverberation       | マーク・チェンドロフスキー | 2015年12月10日 | 1,527           |
| 194  | 11   | 公開初日のジレンマの法則           | The Opening Night Excitation    | マーク・チェンドロフスキー | 2015年12月17日 | 1,723           |
| 195  | 12   | 恋しさと懐かしさと自分らしさの法則 | The Sales Call Sublimation      | マーク・チェンドロフスキー | 2016年1月7日   | 1,585           |
| 196  | 13   | 最適な思いやりの法則               | The Empathy Optimization        | マーク・チェンドロフスキー | 2016年1月14日  | 1,575           |
| 197  | 14   | ばあば、来(きた)るの法則           | The Meemaw Materialization      | マーク・チェンドロフスキー | 2016年2月4日   | 1,529           |
| 198  | 15   | バレンタインの若気の至りの法則     | The Valentino Submergence       | マーク・チェンドロフスキー | 2016年2月11日  | 1,625           |
| 199  | 16   | うれしさと不安の法則               | The Positive Negative Reaction  | マーク・チェンドロフスキー | 2016年2月18日  | 1,524           |
| 200  | 17   | シェルドンを祝う方法の法則         | The Celebration Experimentation | マーク・チェンドロフスキー | 2016年2月25日  | 1,594           |
| 201  | 18   | 特許申請の法則                     | The Application Deterioration   | マーク・チェンドロフスキー | 2016年3月10日  | 1,468           |
| 202  | 19   | 買い出しと言い訳の法則             | The Solder Excursion Diversion  | マーク・チェンドロフスキー | 2016年3月31日  | 1,424           |
| 203  | 20   | 山小屋で過ごす週末の法則           | The Big Bear Precipitation      | マーク・チェンドロフスキー | 2016年4月7日   | 1,350           |
| 204  | 21   | アツいパーティーの法則             | The Viewing Party Combustion    | マーク・チェンドロフスキー | 2016年4月21日  | 1,416           |
| 205  | 22   | アルコールありなしの法則           | The Fermentation Bifurcation    | ニッキー・ロリー           | 2016年4月28日  | 1,413           |
| 206  | 23   | 割り込みの法則                     | The Line Substitution Solution  | アンソニー・リッチ         | 2016年5月5日   | 1,322           |
| 207  | 24   | 冷ややかな再会の法則               | The Convergence Convergence     | マーク・チェンドロフスキー | 2016年5月12日  | 1,473           |

### シーズン10 (2016年 - 2017年)
| 通算 | 話数 | タイトル                       | 原題                             | 監督                       | 米国放送日     | 視聴者数 (万人) |
| ---- | ---- | ------------------------------ | -------------------------------- | -------------------------- | -------------- | --------------- |
| 208  | 1    | 2度目の結婚式の法則            | The Conjugal Conjecture          | マーク・チェンドロフスキー | 2016年9月19日  | 1,582           |
| 209  | 2    | 政府の極秘プロジェクトの法則   | The Military Miniaturization     | マーク・チェンドロフスキー | 2016年9月26日  | 1,424           |
| 210  | 3    | カフェイン依存症の法則         | The Dependence Transcendence     | マーク・チェンドロフスキー | 2016年10月3日  | 1,432           |
| 211  | 4    | 同棲実験の法則                 | The Cohabitation Experimentation | マーク・チェンドロフスキー | 2016年10月10日 | 1,441           |
| 212  | 5    | 汚染された風呂の法則           | The Hot Tub Contamination        | マーク・チェンドロフスキー | 2016年10月17日 | 1,420           |
| 213  | 6    | 赤ちゃんキックの余波の法則     | The Fetal Kick Catalyst          | マーク・チェンドロフスキー | 2016年10月27日 | 1,431           |
| 214  | 7    | ビュリダンのロバの法則         | The Veracity Elasticity          | マーク・チェンドロフスキー | 2016年11月3日  | 1,418           |
| 215  | 8    | 星空の下のディナーの法則       | The Brain Bowl Incubation        | マーク・チェンドロフスキー | 2016年11月10日 | 1,447           |
| 216  | 9    | 地質学者と張り合う法則         | The Geology Elevation            | マーク・チェンドロフスキー | 2016年11月17日 | 1,434           |
| 217  | 10   | 所持品を分け合う法則           | The Property Division Collision  | マーク・チェンドロフスキー | 2016年12月1日  | 1,454           |
| 218  | 11   | 彗星のごとき登場の法則         | The Birthday Synchronicity       | ニッキー・ロリー           | 2016年12月15日 | 1,596           |
| 219  | 12   | 新年の報告会の法則             | The Holiday Summation            | マーク・チェンドロフスキー | 2017年1月5日   | 1,680           |
| 220  | 13   | 夫婦の危機を乗り越える法則     | The Romance Recalibration        | マーク・チェンドロフスキー | 2017年1月19日  | 1,515           |
| 221  | 14   | 感情読み取りマシンの法則       | The Emotion Detection Automation | マーク・チェンドロフスキー | 2017年2月2日   | 1,466           |
| 222  | 15   | 機関士シェルドンの法則         | The Locomotion Reverberation     | マーク・チェンドロフスキー | 2017年2月9日   | 1,415           |
| 223  | 16   | 援助打ち切りの法則             | The Allowance Evaporation        | マーク・チェンドロフスキー | 2017年2月16日  | 1,351           |
| 224  | 17   | コミコンに関するから騒ぎの法則 | The Comic-Con Conundrum          | マーク・チェンドロフスキー | 2017年2月23日  | 1,338           |
| 225  | 18   | カップルと同居人の法則         | The Escape Hatch Identification  | マーク・チェンドロフスキー | 2017年3月9日   | 1,308           |
| 226  | 19   | 共同作業の基本ルールの法則     | The Collaboration Fluctuation    | マーク・チェンドロフスキー | 2017年3月30日  | 1,278           |
| 227  | 20   | 記憶ぶっ飛びの法則             | The Recollection Dissipation     | マーク・チェンドロフスキー | 2017年4月6日   | 1,259           |
| 228  | 21   | 彼女をつなぎ止める法則         | The Separation Agitation         | マーク・チェンドロフスキー | 2017年4月13日  | 1,189           |
| 229  | 22   | 年齢に打ち勝つ法則             | The Cognition Regeneration       | マーク・チェンドロフスキー | 2017年4月27日  | 1,252           |
| 230  | 23   | プロジェクト第二段階の法則     | The Gyroscopic Collapse          | アンソニー・リッチ         | 2017年5月4日   | 1,239           |
| 231  | 24   | 訪れた不協和音の法則           | The Long Distance Dissonance     | マーク・チェンドロフスキー | 2017年5月11日  | 1,299           |

### シーズン11 (2017年 - 2018年)
| 通算 | 話数 | タイトル                         | 原題                            | 監督                       | 米国放送日     | 視聴者数 (万人) |
| ---- | ---- | -------------------------------- | ------------------------------- | -------------------------- | -------------- | --------------- |
| 232  | 1    | プロポーズは突然にの法則         | The Proposal Proposal           | マーク・チェンドロフスキー | 2017年9月25日  | 1,765           |
| 233  | 2    | 発言撤回の法則                   | The Retraction Reaction         | マーク・チェンドロフスキー | 2017年10月2日  | 1,406           |
| 234  | 3    | ゆるーいシェルドンの法則         | The Relaxation Integration      | マーク・チェンドロフスキー | 2017年10月9日  | 1,313           |
| 235  | 4    | ロケット打ち上げの法則           | The Explosion Implosion         | マーク・チェンドロフスキー | 2017年10月16日 | 1,307           |
| 236  | 5    | 残業はもうやめての法則           | The Collaboration Contamination | ニッキー・ロリー           | 2017年10月23日 | 1,320           |
| 237  | 6    | プロトン教授になりたい!の法則    | The Proton Regeneration         | マーク・チェンドロフスキー | 2017年11月2日  | 1,414           |
| 238  | 7    | 地質学者とコラボしちゃう法則     | The Geology Methodology         | マーク・チェンドロフスキー | 2017年11月9日  | 1,380           |
| 239  | 8    | テスラvsエジソンの法則           | The Tesla Recoil                | アンソニー・リッチ         | 2017年11月16日 | 1,344           |
| 240  | 9    | ビットコイン捜索の法則           | The Bitcoin Entanglement        | マーク・チェンドロフスキー | 2017年11月30日 | 1,384           |
| 241  | 10   | 自信喪失の法則                   | The Confidence Erosion          | マーク・チェンドロフスキー | 2017年12月7日  | 1,441           |
| 242  | 11   | 特別な誕生日パーティーの法則     | The Celebration Reverberation   | マーク・チェンドロフスキー | 2017年12月14日 | 1,374           |
| 243  | 12   | 介添人選定の法則                 | The Matrimonial Metric          | マーク・チェンドロフスキー | 2018年1月4日   | 1,616           |
| 244  | 13   | ソロ活動へ揺れ動く法則           | The Solo Oscillation            | マーク・チェンドロフスキー | 2018年1月11日  | 1,593           |
| 245  | 14   | 恋の三角形分割の法則             | The Separation Triangulation    | マーク・チェンドロフスキー | 2018年1月18日  | 1,492           |
| 246  | 15   | 現実と小説の相関関係の法則       | The Novelization Correlation    | マーク・チェンドロフスキー | 2018年2月1日   | 1,469           |
| 247  | 16   | 新生児命名の法則                 | The Neonatal Nomenclature       | ガイ・リンヴィル           | 2018年3月1日   | 1,375           |
| 248  | 17   | 会場予約の法則                   | The Athenaeum Allocation        | マーク・チェンドロフスキー | 2018年3月8日   | 1,388           |
| 249  | 18   | ゲイツによる励起挙動の法則       | The Gates Excitation            | マーク・チェンドロフスキー | 2018年3月29日  | 1,326           |
| 250  | 19   | 管理組合の理事長になる法則       | The Tenant Disassociation       | マーク・チェンドロフスキー | 2018年4月5日   | 1,300           |
| 251  | 20   | 心置きなく独身にサヨナラする法則 | The Reclusive Potential         | マーク・チェンドロフスキー | 2018年4月12日  | 1,277           |
| 252  | 21   | 命名における分極挙動の法則       | The Comet Polarization          | マーク・チェンドロフスキー | 2018年4月19日  | 1,291           |
| 253  | 22   | 金銭欠乏の法則                   | The Monetary Insufficiency      | ニッキー・ロリー           | 2018年4月26日  | 1,179           |
| 254  | 23   | 兄弟の契りの法則                 | The Sibling Realignment         | マーク・チェンドロフスキー | 2018年5月3日   | 1,293           |
| 255  | 24   | 2人の愛と非対称の法則            | The Bow Tie Asymmetry           | マーク・チェンドロフスキー | 2018年5月10日  | 1,5511          |

### シーズン12 (2018年 - 2019年)
| 通算 | 話数 | タイトル                               | 原題                            | 監督                       | 米国放送日     | 視聴者数 (万人) |
| ---- | ---- | -------------------------------------- | ------------------------------- | -------------------------- | -------------- | --------------- |
| 256  | 1    | 新婚旅行におけるスケジュール設定の法則 | The Conjugal Configuration      | マーク・チェンドロフスキー | 2018年9月24日  | 1,292           |
| 257  | 2    | 結婚プレゼント解明の法則               | The Wedding Gift Wormhole       | マーク・チェンドロフスキー | 2018年9月27日  | 1,204           |
| 258  | 3    | 最適な家族計画の法則                   | The Procreation Calculation     | マーク・チェンドロフスキー | 2018年10月4日  | 1,229           |
| 259  | 4    | タムと宿敵リストの法則                 | The Tam Turbulence              | マーク・チェンドロフスキー | 2018年10月11日 | 1,294           |
| 260  | 5    | プラネタリウムが衝突を生む法則         | The Planetarium Collision       | マーク・チェンドロフスキー | 2018年10月18日 | 1,222           |
| 261  | 6    | 仲間の仮装における摂動の法則           | The Imitation Perturbation      | マーク・チェンドロフスキー | 2018年10月25日 | 1,299           |
| 262  | 7    | 最適な補助金交付を導く法則             | The Grant Allocation Derivation | マーク・チェンドロフスキー | 2018年11月1日  | 1,264           |
| 263  | 8    | 初めての交わりで脱線する法則           | The Consummation Deviation      | マーク・チェンドロフスキー | 2018年11月8日  | 1,285           |
| 264  | 9    | 参考文献を確認する時の法則             | The Citation Negation           | クリスティー・セシル       | 2018年11月15日 | 1,256           |
| 265  | 10   | ビデオと手品とひらめきの法則           | The VCR Illumination            | マーク・チェンドロフスキー | 2018年12月6日  | 1,252           |
| 266  | 11   | ペイントボール多重散乱の法則           | The Paintball Scattering        | マーク・チェンドロフスキー | 2019年1月3日   | 1,280           |
| 267  | 12   | 繁殖命題の法則                         | The Propagation Proposition     | マーク・チェンドロフスキー | 2019年1月10日  | 1,353           |
| 268  | 13   | 論文をめぐる分極化の法則               | The Confirmation Polarization   | マーク・チェンドロフスキー | 2019年1月17日  | 1,332           |
| 269  | 14   | 隕石がもたらす兆候の法則               | The Meteorite Manifestation     | マーク・チェンドロフスキー | 2019年1月31日  | 1,366           |
| 270  | 15   | 精子提供で揺れ動く法則                 | The Donation Oscillation        | マーク・チェンドロフスキー | 2019年2月7日   | 1,397           |
| 271  | 16   | ダンジョン＆セレブの法則               | The D&D Vortex                  | マーク・チェンドロフスキー | 2019年2月21日  | 1,348           |
| 272  | 17   | 赤ちゃんと楽しむ科学実験の法則         | The Conference Valuation        | マーク・チェンドロフスキー | 2019年3月7日   | 1,299           |
| 273  | 18   | 受賞者集合の法則                       | The Laureate Accumulation       | マーク・チェンドロフスキー | 2019年4月4日   | 1,222           |
| 274  | 19   | 自信喪失と瞑想の法則                   | The Inspiration Deprivation     | マーク・チェンドロフスキー | 2019年4月18日  | 1,144           |
| 275  | 20   | 多重反射的決断の法則                   | The Decision Reverberation      | マーク・チェンドロフスキー | 2019年4月25日  | 1,184           |
| 276  | 21   | 道徳的決断の法則                       | The Plagiarism Schism           | ニッキー・ロリー           | 2019年5月2日   | 1,248           |
| 277  | 22   | 母性か研究かの法則                     | The Maternal Conclusion         | クリスティー・セシル       | 2019年5月9日   | 1,259           |
| 278  | 23   | 変化の不可避性の法則                   | The Change Constant             | マーク・チェンドロフスキー | 2019年5月16日  | 1,852           |
| 279  | 24   | ストックホルム症候群の法則             | The Stockholm Syndrome          | マーク・チェンドロフスキー |                |                 |

## 評価
『CSI』シリーズや『チャーリー・シーンのハーパー★ボーイズ』など、人気番組を放送している米CBSの番組の中でも『ビッグバン★セオリー』は視聴率トップ5入りしている高視聴率ヒット番組で、シーズン2ではエミー賞3部門にノミネートされているほか、ジャーナリストが選ぶTCA賞（テレビ批評家協会賞）のコメディ部門「最優秀作品賞」と「コメディ俳優個人賞（ジム・パーソンズ）」を受賞した。
また、2009年9月よりスタートしたシーズン3では、前年の視聴率を約40％増しの高視聴率を記録。米エンタメ業界で高い評価を受けている（視聴者からも批評家からも好まれる）人気コメディ番組として注目を集めた。

## スピンオフ
2017年から、シェルドンの子供時代を描く『ヤング・シェルドン』が放送されている。日本ではU-NEXTが独占配信している。

## その他
- 本作で扱われるオタクネタは、『スター・ウォーズ』、『スーパーマン』といった定番ものから、『スタートレック』、『バトルスター・ギャラクティカ』、『猿の惑星』、『ドクター・フー』、『ロード・オブ・ザ・リング』といったTV・映画ジャンル、『ヘイロー』といったTVゲームにいたるまで、まさに多種多彩である。
- TVシリーズながら人気のゲスト・スターが本人役で登場することでも話題になっている。『チャーリー・シーンのハーパー★ボーイズ』のチャーリー・シーン、『ターミネーター サラ・コナー・クロニクルズ』のサマー・グロー、『ギャラクティカ』のケイティ・サッコフ、『スター・トレック』のレナード・ニモイとジョージ・タケイとウィリアム・シャトナー、『新スタートレック』からウィル・ウィートン以外にレヴァー・バートンとブレント・スパイナー、『スター・ウォーズ』のジェームズ・アール・ジョーンズとキャリー・フィッシャーとマーク・ハミル、『バック・トゥ・ザ・フューチャー』のクリストファー・ロイドらが出演している。
  - シーズン2 第4話：チャーリー・シーン
  - シーズン2 第17話：サマー・グロー
  - シーズン3 第9話、シーズン4 第4話：ケイティ・サッコフ
  - シーズン4 第4話：ジョージ・タケイ
  - シーズン4 第17話、シーズン6 第7話、シーズン8 第10話：レヴァー・バートン
  - シーズン5 第5話：ブレント・スパイナー
  - シーズン5 第20話：レナード・ニモイ（声のみ）
  - シーズン7 第14話：ジェームズ・アール・ジョーンズ
  - シーズン7 第14話：キャリー・フィッシャー
  - シーズン10 第10話：クリストファー・ロイド※本人役ではなく謎のルームメイト役
  - シーズン11 第24話：マーク・ハミル
  - シーズン12 第16話：ウィリアム・シャトナー
  - シーズン12 第16話：ジョー・マンガニエロ
- 役者以外にも科学技術分野の著名人が本人役で出演することもある。
  - シーズン2 第17話、シーズン12 第18話：ジョージ・スムート（2006年ノーベル物理賞受賞者）
  - シーズン4 第2話：スティーブ・ウォズニアック（エンジニア。Apple 共同創業者）
  - シーズン4 第7話、シーズン12 第1話：ニール・ドグラース・タイソン（天体物理学者）
  - シーズン5 第21話、シーズン10 第9話、シーズン11 第1話：スティーブン・ホーキング（英国の理論物理学者）
  - シーズン5 第24話：マイク・マッシミーノ（NASA飛行士）
  - シーズン6 第5話：バズ・オルドリン（NASA飛行士）
  - シーズン7 第7話、シーズン12 第1話：ビル・ナイ（教育者。「科学おじさんビル・ナイ」と紹介された）
  - シーズン9 第9話：イーロン・マスク （実業家。PayPal ならびにスペースX 創業者）
  - シーズン11 第18話：ビル・ゲイツ （実業家。Microsoft 創業者）
  - シーズン12 第18話：キップ・ソーン（2017年ノーベル物理学賞受賞者）
  - シーズン12 第18話：フランシス・アーノルド（2018年ノーベル化学賞受賞者）

など。
- エイミー・ファラ・ファウラー役のメイム・ビアリクは、役柄と同じく、実際に神経科学の博士号 (Ph.D) を取得している。ビアリクは、シチュエーション・コメディ『ブロッサム』の主人公ブロッサム・ルソー役としても知られている。本作シーズン1のエピソードでは、「テレビドラマのブロッサムに主演してた子は、すごく頭がいい。神経科学か何かで博士号を取った」とラージがラブコールを送るシーンが存在する。彼女は実際に自分の神経科学分野に関する台詞をチェックしており、実際と台本が違う場合は脚本家に指摘する。
- 物理学に関係する会話は監修がついている。カリフォルニア大学ロサンゼルス校 (UCLA) で物理学と天文学の教授をしているデヴィッド・サルツバーグが、台本の段階から数学の方程式などが正しいかをチェックしている。
- オープニング主題歌を歌うのは、カナダ・トロント出身のオルタナティブ・ロックバンド、ベアネイキッド・レディース。
- 作品中で恋人同士になるジョニー（レナード役）とケイリー（ペニー役）は、プライベートでも周囲に秘密で付き合っていた。関係を解消し友人に戻って後に、ケイリーがテレビ番組のインタビューで明らかにした。
- シーズン2 第6話「物理オタクと女学生の法則 (The Cooper-Nowitzki Theorem)」で、シェルドンを崇拝する女学生ラモーナがシェルドンをからかいに来たレスリーを追い払う大学カフェテリアのシーンで、レスリーは日本の公共放送局NHKのマスコットキャラクターであるどーもくんのシャツを着用して登場している。緑地のシャツで、赤い上着が重ね着されており、シャツ上部に雲状に形取られた「どーも」という平仮名が見られる。